# 이현동 (진주시)
이현동(二峴洞)은 대한민국 경상남도 진주시의 동이다. 넓이는 39.98km2이고, 인구는 2011년 7월 1일을 기준으로 5,793세대 16,240명이다.

## 개요
나불천을 중심으로 형성되어 발전하였으며,도시의 편리함과 농촌의 순수함을 모두 가지고 있는 자연친화적인 동이다. 1998년10월 개통된 대진고속도로 나들목과 국도 3호선을 접하고 있어 교통이 편리함은 물론 진주시 서부지역 관문역할을 하고 있다.

## 행정 구역
- 유곡동
- 이현동

## 교육
- 대아고등학교
- 대아중학교
- 촉석초등학교
- 진주여자중학교